# Collège Saint-Blaise

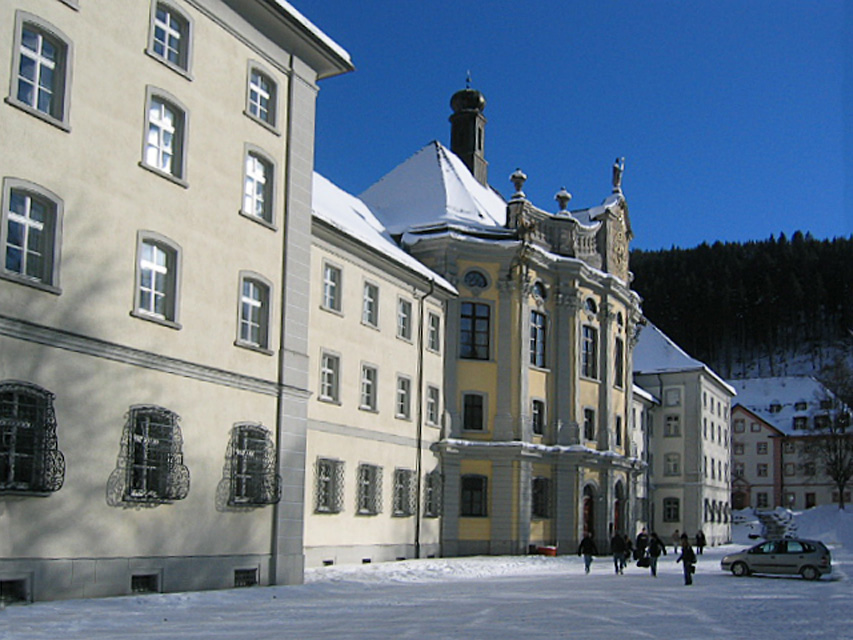
Le collège-internat Saint-Blaise

Le Collège Saint-Blaise, sis à St. Blasien, dans la Forêt-Noire (Allemagne) est un établissement jésuite d'enseignement secondaire pour filles et garçons (internat et externat). Fondé à Fribourg, en Suisse par Saint Pierre Canisius il émigra à Feldkirch, en Autriche et ensuite en Allemagne où il occupe aujourd'hui les bâtiments de l'ancienne abbaye Saint-Blaise.

## Histoire
Le collège est l'héritier du collège jésuite de Fribourg fondé en 1596 par saint Pierre Canisius et qui émigra à Feldkirch (Autriche) en 1856, après avoir été chassé par les autorités suisses, à la suite de la défaite des cantons catholiques lors de la guerre du Sonderbund.
Ce collège Stella Matutina fut l'un des internats les plus réputés de l'empire austro-hongrois, avec un recrutement international développé ; L'enseignement s'y faisait en latin.
Le collège s'installa dans l'ancienne abbaye Saint-Blaise en 1934. Les autorités nationales-socialistes expulsèrent à leur tour les jésuites en 1939 pour faire de Saint-Blaise une école d'élite, nommée école Adolf-Hitler, et d'une partie des bâtiments un hôpital et une usine de guerre. Deux de ses anciens professeurs, le jeune jésuite Alfred Delp et le P. Alois Grimm, furent arrêtés et exécutés pour résistance au nazisme. La Compagnie de Jésus reprit possession des lieux en 1946, avec une aide matérielle significative du Pape Pie XII.

## Aujourd'hui
Le collège jésuite Saint-Blaise avec ses 850 élèves (filles et garçons), dont 300 internes, est l'un des plus prestigieux d'Allemagne. Il reçoit des élèves de plus de vingt pays, accueille des classes linguistiques pour l'apprentissage de l'allemand, et est renommé pour ses classes de grec, de latin et de chinois.
L'école est un Gymnasium reconnu par le ministère de l'éducation du Bade-Wurtemberg.
Partykeller

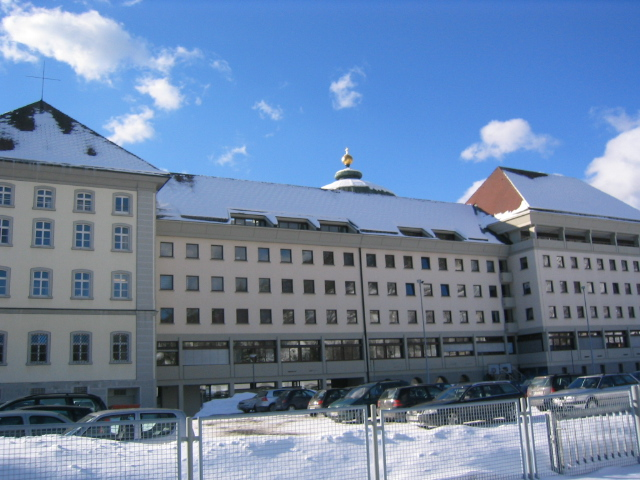
Internat des garçons

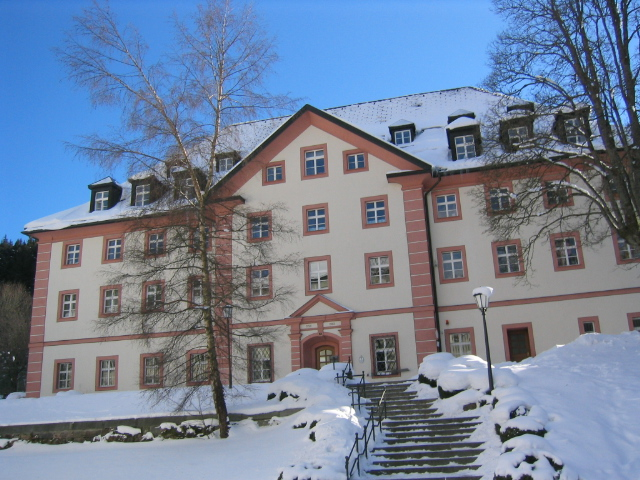
Internat des filles

Dans le sous-sol du bâtiment du collège, il y a une salle qui est utilisée deux fois par semaine pour se divertir, faire la fête et aussi pour des fêtes à thème. La Partykeller est gérée par le PK-AG sous la direction d'un mentor. Les élèves à partir de la dixième année peuvent s'y retrouver pour boire une bière et terminer la journée en jouant au baby-foot ou au billard. En plus des heures d'ouverture régulières, le PK-AG continue à organiser différentes fêtes, bals et soirées à thème, comme par exemple la soirée bavaroise, pour laquelle la Partykeller est décorée en conséquence et les plats appropriés sont proposés en accord avec la cuisine. Tous les ans une nouvelle PK-AG est votée par la direction du collège. 
PK-AG 2025:
Anton Plato, Juliusz Adamczyk, Benita Plettenberg, Romee Pavillon, Benedikt Bodman et Hugo Knigge